# Kályánivám
Kályánivám románul: Căianu-Vamă, falu Romániában, Erdélyben, Kolozs megyében.

## Fekvése
Kiskályántól nyugatra fekvő település.

## Története
Kályánivám (Căianu-Vamă) nevét 1913-ban említette először oklevél Kályánivám néven, mint Magyarkályán tartozékát, majd Kiskályán (Căianu Mic) része volt.
1910-ben 108 lakosából 62 román, 46 magyar volt. 1956-ban 411 lakosa volt.
1966-ban 432 lakosából 331 román, 101 magyar, 1977-ben 425 lakosából 338 román, 87 magyar, 1992-ben 258 lakosából 223 román, 62 magyar, a 2002-es népszámláláskor 322 lakosából 276 román, 46 magyar volt.